# Ermita del Niño de Nápoles (Puerto Lumbreras)
La ermita del Niño de Nápoles es una pequeña ermita localizada en la margen derecha de la rambla de Béjar, en el paraje conocido como las Yeseras de Béjar, en el municipio de Puerto Lumbreras (Región de Murcia). En ella se custodia la imagen del Niño de Nápoles. Desde su fundación la ermita ha formado parte de la feligresía de Lumbreras-Nogalte.

## Descripción e Historia

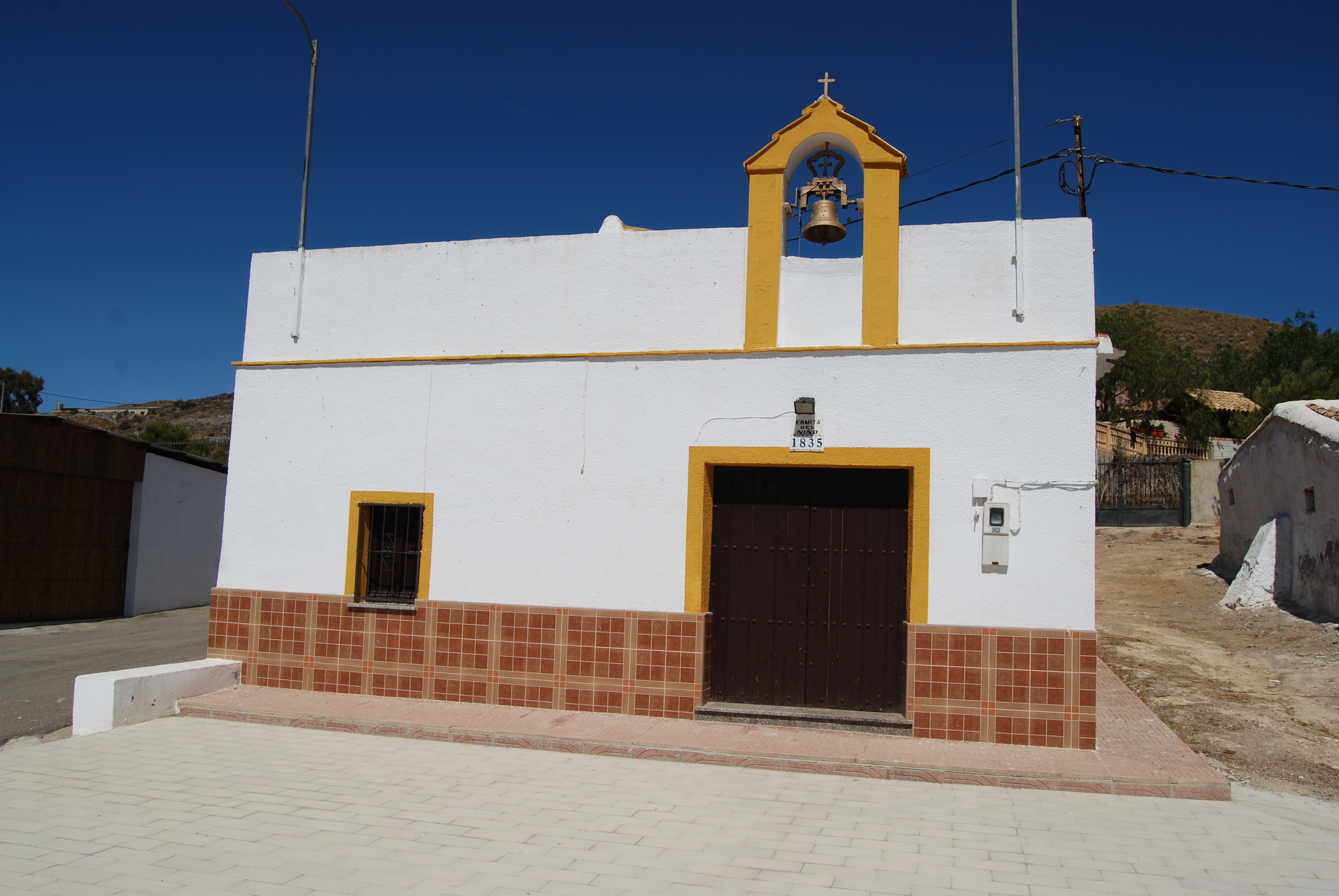
Fachada

Es un edificio de planta rectangular y nave única, encalado de blanco al exterior. Sobre la puerta, coronando la fachada, hay una sencilla espadaña con campana. Al interior presenta un sencillo retablo de madera junto al cual se encuentra la imagen del Niño de Napoles. En 2010 la ermita fue restaurada, reparándose las paredes y el techo que estaba gravemente deteriorados.

La ermita fue construida gracias al deseo expresado por una vecina de Puerto Lumbreras, doña Brígida Marín Monte, para la construcción de una ermita en el partido de Béjar y para la cual donaría además una imagen del Niño Jesús que tenía en su casa. 
Era intención de doña Brígida proporcionar un lugar al que pudieran acudir los vecinos de la diputación de Béjar para recibir los auxilios espirituales de que algunas veces carecían por lo distante que se halla del mismo punto la parroquial de Lumbreras.
Esta voluntad fue recogida en el año 1826, cuando se solicita al obispado de Cartagena permiso para la construcción de una ermita en este lugar, autorización que fue finalmente otorgada por el obispo D. José Antonio de Azpeytia. Cabe destacar que ese mismo año se había construido otra ermita en la vecina diputación del Esparragal y con el mismo objetivo, evitar que sus habitantes tuvieran que desplazarse a Puerto Lumbreras. Al igual que la ermita del Niño, fue levantada gracias a la donación de un inmueble realizada por una vecina de esta localidad. 
Para la formación de la ermita, donó en 1835 una casa y seis fanegas de tierra además de la citada imagen del Niño Jesús, encargándose sus herederos tanto de su construcción como de proveerla de todos los ornamentos necesarios.

## Fiestas
Se celebran en enero, el domingo siguiente al día de San Antonio. Son unas fiestas muy arraigadas entre los vecinos de Puerto Lumbreras. Tiene lugar una misa y procesión en honor al Niño de Nápoles, un encuentro de cuadrillas en el que actúan cuadrillas de diputaciones vecinas, además de otras actividades culturales y deportivas.